# 尋甸回族イ族自治県
尋甸回族イ族自治県（じんてんかいぞくイぞくじちけん）は中華人民共和国雲南省昆明市に位置する自治県。回族・イ族の自治県。特産品の一つとしてクルミが挙げられる。赤米やラム料理が郷土料理として挙げられている。

## 地理
本県中央部に位置し、X080県道沿いに地下水と降水により貯まった清水海がある。

## 歴史
1979年に尋甸回族イ族自治県が成立。

## 行政区画

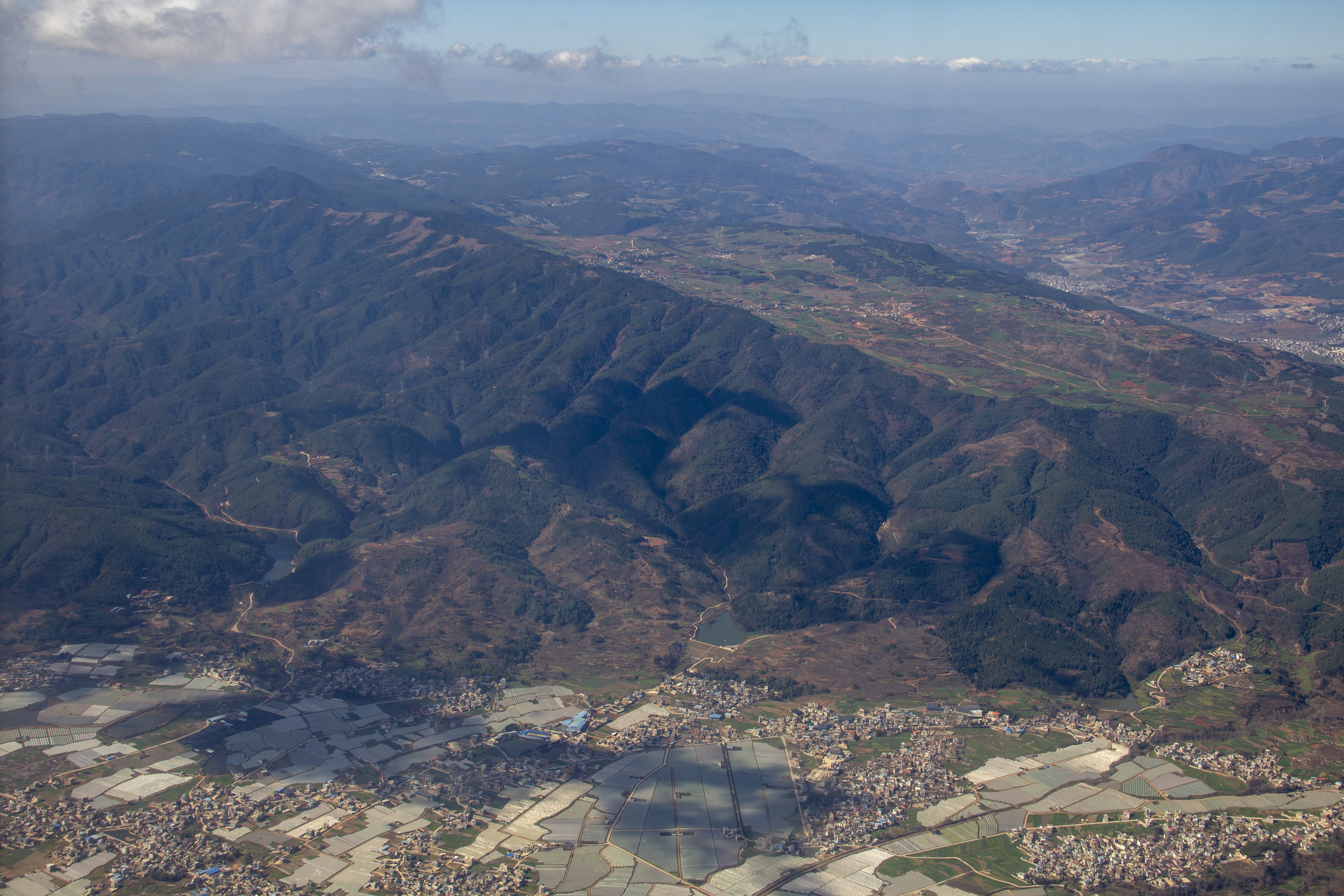
石城山付近

| 区分 | 数 | 名称                                         |
| ---- | -- | -------------------------------------------- |
| 街道 | 1  | 仁徳                                         |
| 鎮   | 9  | 羊街 柯渡 倘甸 功山 河口 七星 先鋒 鶏街 鳳合 |
| 郷   | 4  | 六哨 聯合 金源 甸沙                          |

## 交通

### 空港
- 昆明長水国際空港（昆明市官渡区）

### 道路
- 高速道路
  - 杭瑞高速道路・滬昆高速道路（重複区間）
  - 渝昆高速道路

- 国道
  - G213国道
  - G248国道
  - G320国道

- 省道
  -  101省道
  -  209省道
  -  215省道

- 県道
  -  X080県道
  -  X085県道

## 健康・医療・衛生
- 尋甸回族イ族自治県人民医院
- 尋甸回族イ族自治県中医院